# フリーフライト (模型航空)
模型航空におけるフリーフライト (free flight)は、模型航空機が飛行するとき、操縦されず、自律飛行を行っている状態のことである。

## 定義
フリーフライトは模型航空機が飛行するとき、操縦されず、自律飛行を行っている状態のことである。これは機体の構造の条件ではなく、飛行の状態を表すため、発航の際曳航索を使用したり、着地の際にデサマライザー（強制降下装置）を使用して操縦することは容認される。
フリーフライトの反対の状態は、ラジオ・コントロール、コントロール・ラインのように、地上などに居る操縦者が、電波や鋼索などを使い電子的・機械的な方法によって、飛行中の機体を操縦している場合である。

### 定義制定までの経緯
航空の草創期に模型航空機が出現した時点では、模型機に対して飛行中に行うことができる操縦手段は存在しなかった。従って、すべての模型航空機はフリーフライト状態にあり、操縦の可能性の有無によって区分する必要はなかった。
しかし1930年代に、電波や鋼索によって模型航空機を操縦する方法が発明・開発され、操縦の可否による模型航空機の分化が生じた。
初期の各種の模型航空機操縦装置は複雑で重かったため、RC機とCL機は、その負担を容認した上で操縦機能を使って楽しむことに特化した。他方、フリーフライト状態で競技飛行を行う模型航空機はその状態にこだわり、同時に性能低下を避けるために重量増加を伴う操縦装置を排除した。
従って、この時代においては、機体の設計や装備などのハードウエアにおいて、操縦型の模型機とフリーフライト型の模型機と明確な差異が存在した。そのため、慣習的に機体の型や装備によって「フリーフライト機」と呼び、それによってフリーフライト競技への参加条件とされていた。
技術進歩によって操縦装置が小型軽量化し、信頼性も向上した結果、FF機にも競技性能の犠牲を伴わずに搭載可能となった。第2次世界大戦が終了し、模型航空の国際活動が再開するとき、技術進歩した環境の下に「フリーフライト」の内容が再検討され、文頭の定義のように、機体の構造ではなく、飛行状態を意味するものであることが確認された。

### 厳密化された現行の定義
電子機器の小型軽量化に伴い、模型飛行機でも高度の判断・操舵能力を持つサーマル・センサーとコンピュータ、サーボ操舵機構のセットを搭載可能となった。地上と無関係の「フリー・フライト状態」でありながら、高度の航法能力や状況に応じた判断・操舵能力を持つ模型飛行機が実現可能となった。
この状況は、飛行中の操作を排除した伝統的なフリー・フライト状態と乖離するため、FAIスポーティング・コードのセクション4C－模型航空機1.3.模型航空機の区分の1.3.1.フリー・フライト項では、以下のような拡張された定義に変更された。
| 「 | フリー・フライトとは模型航空機と選手または助手との間に物理的関係が存在しない飛行を言う。 フリー・フライト競技におけるラジオ・コントロール機能は、それぞれの種目の規定で特記されている場合のみ許される。アクティブ・センサーと閉回路操作機能による空力的操舵は、F1E級以外は許されない。 | 」 |

## F1B級

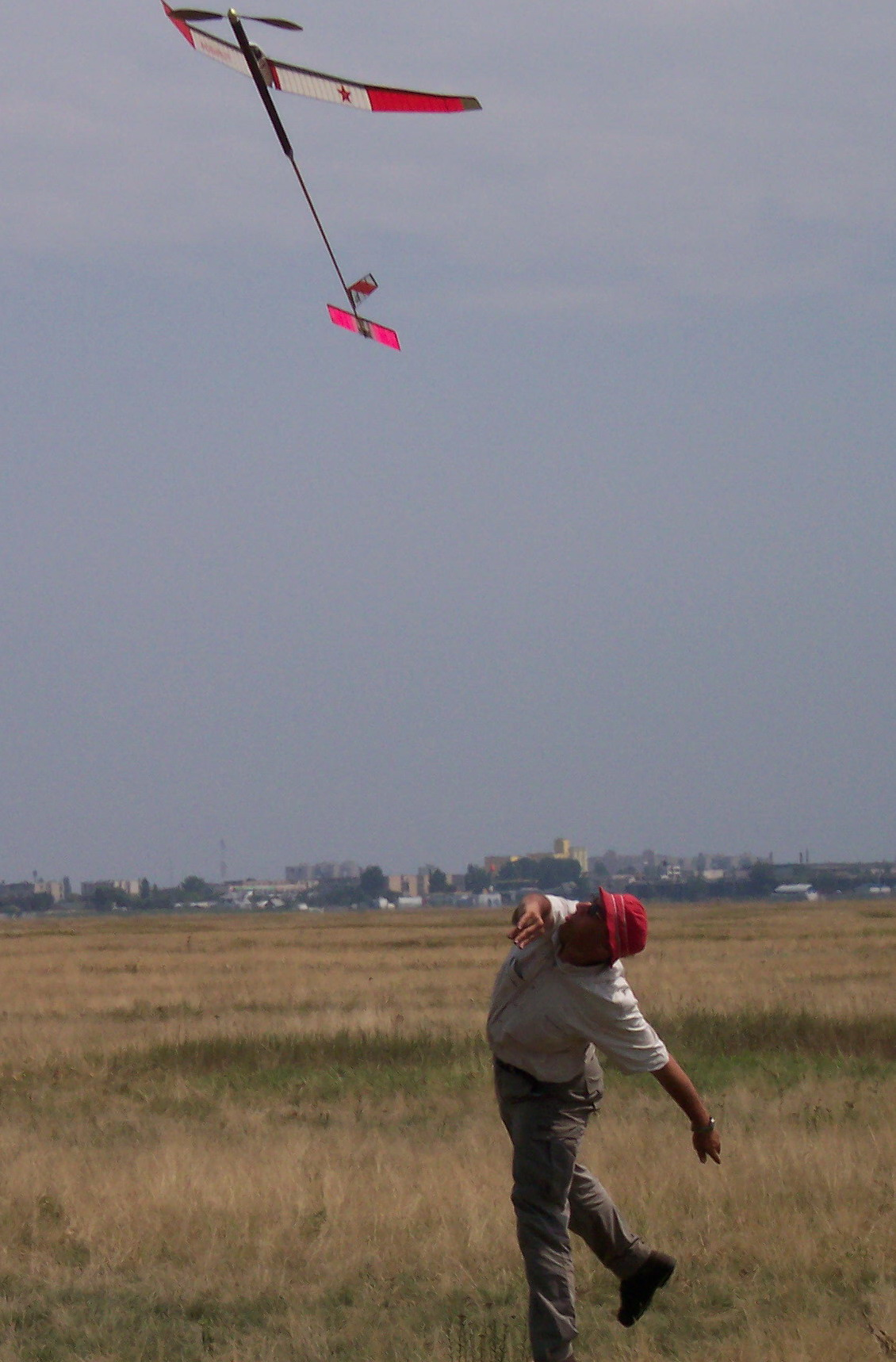
ハンドランチ（手投げ）によるF1B級の発航

F1B級はF.A.I.の模型航空競技のうち、最初に制定された機種・種目である。
1928年に、イギリスのチャールズ・ウェークフィールドが寄贈した銀杯（ウエークフィールド杯）を基に始められた最も歴史の長い模型飛行機の競技である。
現在の同級機体の定義と仕様制限は以下の通りである。
| 「 | 3.2. クラスF1B 伸縮性モーター付き模型 3.2.1. 定義 伸縮性モーターによって駆動され、飛行中、翼のカンバー或いは傾きを変化させる以外は固定した翼面に作用する空気力学的な力によって揚力を生じさせる模型航空機．模型の形状および面積が可変である場合は、模型の翼面を最小と最大の位置に展開した状態において、規格に適合していなければならない。 3.2.2. 伸縮性モーター付き模型F1Bの規格 翼面積（St） 17～19dm2 モーターを含まない模型の最小重量200 g 潤滑油を付けたときのモーターの最大重量30 g | 」 |

### 歴史
ウエークフィールド級ゴム動力競技は、すべての模型航空国際競技の起源である。
模型航空競技は、第1次世界大戦直前の1910年頃イギリスで始まり、最初の模型飛行機ブームを作った。戦時の中断を経て、1928年に国際競技としてイギリスで始められた、ゴム動力機による滞空競技がW級競技である。
現在のF.A.I.の模型航空世界選手権種目は、内燃エンジンなどの各種動力、曳航など各種の発航法によるグライダー、更にはコントロール・ラインやラジオ・コントロールなどの操縦を行うものなど数十種に増えているが、第2次世界大戦前はW級のみであった。
戦後の国際模型航空の再開によって、最初に1950年頃フリーフライト競技に曳航グライダー種目、内燃エンジン付き滞空競技種目（F.A.I.パワー: 現F1C級）が加えられた。次いで、コントロール・ライン競技種目（現F2類）とラジオ・コントロール競技種目（現F3類）の基幹種目が加えられた。以降、模型航空競技が盛んになるに従って多くの派生種目が追加され、現在の数十種目に至っている。
W級の競技に使われる機体は、草創期は当時の標準的なものが適当に使われたものと思われるが、試行錯誤的に仕様の制限が様々変更され、あるいは加えられ、現在のF1B仕様（前記の競技規定）に至っている。しかしながら、全体の大きさ（重量、翼面積）はあまり変化していない。
滞空性能は、設計と製作の技術進歩により大幅に向上したが、それに対しては動力ゴムの制限によって対処されている。1953年までは、動力ゴムは無制限であり機体重量230gの過半である150g以上が搭載された。1954年以降動力ゴムは80g以下に制限され、以降50g、40g、35gを経て現在の30gに切り下げられた。現在はそれを25gに切り下げる案が検討されている。
このように動力を1／5にして滞空性能が確保できる、つまり効率が5倍になるような技術進歩は、材料の革新と模型航空力学によって達成された。
材料は、1930年ころにバルサ材が導入、ならびに近年進行したプラスティック、カーボン繊維などの新素材が利用された。これらにより、最新の模型航空工学の知見に基づき、細長く、空力的効率の高い機体設計が可能となった。
空力効率は主翼の縦横比や翼幅（スパン）に表れるが、近年の2m近いスパンは戦前の設計の2倍近い大きさである。

### 機体
本節では2000年代以降のF1B級機体について記す。
大きさは、翼幅（スパン）1600mm程度で、大きいものは1800mmを越す。
上記規定の「翼面積」は、主翼と水平尾翼の合計面積であり、主翼面積単独では概ね16～17平方dmである。
機体材料には、プラスティック、カーボン繊維、フィルムなどの素材が多用され、バルサ構造は少ない。規定からB.O.M.（自作機使用）条項が削除されたので、従前は許されなかった完成機や、キット機も競技に使われるようになった。これらは、ウクライナなどの選手たちが、自己の世界選手権機などを商品化したものである。
プロペラの軸受けとハブは、工作機械によって精密に加工されていて、動力ゴムのトルク変動に対応して自動可変ピッチ・直径が可能である。（詳細は「模型航空機のプロペラ」を参照。）
機体には電子式の多機能タイマーが搭載されていて、オートラダー（自動操舵の方向舵）、V.I.S.（可変迎角の水平尾翼）などを適時に操舵できる。また、プロペラ回転の固定・解放装置をつけることによってD.R.P.（遅延解放プロペラ）を操作して、プロペラを畳んだまま高初速で投げ上げ、投げ上げによる高度獲得を試みている。
2000年代以降のフリーフライトは、「飛行者と物理的関係の無い」という基本定義は満たしているが、タイマーにより多くの操作が為されていて、実質は高度に管理された飛行である。

### 競技と性能
現在の競技法は、F.A.I.スポーティングコード（日本模型航空連盟（J.M.A.）の公式訳）に依れば以下の通りである。
| 「 | 3.1.3 飛行回数 a) 各競技者は世界選手権および大陸選手権においては7回の公式飛行を行う権利を有する．他の国際競技会では、前もって異なった公式飛行回数が公表され、かつCIAMの承認が得られたとき以外は7回である． 3.2.7. 最大滞空時間 世界選手権および大陸選手権における公式飛行の最大滞空時間は第1ラウンドでは4 分、その後に続くラウンドでは3分である．他の国際競技会では、特定のラウンドについて競技要項に前もって異なった最大滞空時間（5分を超えないこと）が公表されない限り全ラウンドの最大滞空時間は3分である。 | 」 |

つまり、基本的には3分の飛行の多数回の繰り返しであり、確実性を要求される耐久競技と言え、最高記録を競う記録競技ではない。但し、第1ラウンドならびに特定ラウンドの4分あるいは5分の飛行を行う性能は要求される。
現在の上昇高度は100mを超え、上昇気流の無い静気流時の滞空性能は5分を超える。
従って、水準の高い競技会では上記の最大滞空時間を全ラウンド、クリアする選手が複数存在して、決勝飛行を行う場合が多い。

## F1G級
F1G級（クップ・ディヴェ級: COOUPE D’HIVER（CDH）級）は
1944年に、フランスの模型飛行機雑誌「Le Modele Reduit  d’Avion」の編集者Maurice  Bayetが提案し、開始した、中型ゴム動力滞空競技機。
現在では、国際級（F1G級）に採用され、F1B級に比べて小型・簡便で狭い場所でも競技できるので。ジュニア種目として人気がある。また、各国の国内級にも使われ、日本でも採用された。
動力ゴムが最大10g（搭載比12.5%）と、極めて少量に制限されている点が特色。当時は、滞空時間を向上させるためには最大限の動力ゴムを搭載するのが常套手段であったから、ウエークフィールド級（現F1B級、別項参照）では動力ゴム100g以上、搭載比50%くらいであった。現在は、動力ゴムを制限することが当たり前になっているから、1944年のCDH級は極めて先進的なゴム動力競技規格といえる。

### 現行の規格
F.A.I.の暫定規定の日本模型航空連盟 (J.M.A.) 訳に依れば、「クラスF1G 伸縮性モーター付き模型クープデイベール」の規定主要部は下記の通りである。
| 「 | 3.G.1. 定義 伸縮性モーターによって駆動され、飛行中、翼のカンバー或いは傾きを変化させる以外は固定した翼面に作用する空気力学的な力によって揚力を生じさせる模型航空機． 3.G.2. 伸縮性モーター付き模型f1Gの規格 モーターを含まない模型の最小重量70g 潤滑材を付けたモーターの最大重量10g 各競技者がエントリー出来る機体数は3機である． 3.G.3. 飛行回数 a) 各競技者は5回の公式飛行を行う権利を持つ． b) 各競技者は大会の各ラウンドにおいて1回の公式飛行を行う権利を有する．ラウンドの継続時間は前もって通知されていなければならない、そして、その時間は30分以上90分以内でなければならない． | 」 |

### 現在の設計
F1B級（別項参照）と違い翼面積の制限条文が無いので、主翼を大きくして翼面荷重を減少させて滑空性能を向上させられる。ただし、主翼を大きくすると気流の乱れに影響されやすく、上昇速度も低下する。従って、主翼面積は間接的には選択幅を決められるが、F1B級のような直接制限ではないので、機体全体の大きさを決める自由度は大きい。
後述するように、CDH級は近年ほど大型化しているが、現時点では主翼面積は12～15平方dmが選択される。
翼幅（スパン）、縦横比は、F1B級ほど極端に拡大していない。これは、より小型低速であるために、極端な大縦横比翼ではレイノルズ数が低くなり、翼型性能の低下を招くからである。また、バルサを主体とした木製構造の比率が高いので、大きな縦横比は強度的に抑制される。
プロペラや機体のハイテク化も、F1B級より小型で軽量であるために、取り入れる余裕が少ない。ただし、技術の進歩によってハイテク装置の小型化が進み、現在のF1B級並みの水準に近づきつつある。

### 性能と競技
2003年時点の、日本のF1G級の上昇高度の実測値は、60mを超えていた。
総滞空時間は、上記を元に推算しても、競技成績を集計しても、3分を充分に上回る。
競技は、2分の飛行を5回繰り返す方法で行われるが、毎回2分を記録する競技者が複数出現して、決勝飛行となる場合が多い。
F1G級の競技は1回の飛行時間が短く、飛行回数も少ないので進行が早く、早朝より正午までの半日で消火することが出来る。これに対してF1B級は日の出から概ね日没までの時間必要とする。

### 国際化の過程
1944年にフランスに始まったCDH級は、現在のF.A.I.のF1G級と多少異なる規定であった。イギリスを始め各国に取り入れられながら、国際競技を経験し、様々な試行錯誤の結果が現在の規定である。
当初の機体制限は、
| 「 | 動力ゴム重量10g以下、機体重量（動力ゴム含まず）70g以上、胴体断面積20平方cm以上、離陸発航（ROG）、最大滞空時間（MAX）2分 | 」 |

1960年頃の英仏対抗競技から国際化が始まった。英仏対抗競技は長期間続いた。CDH級競技は1種目にまとめられたものではなく、4種目ほどに分けられていた。
上記は離陸発航（ROG）であるが、手投げ発航（HL）の種目が別に行われるようになった。もともと、模型飛行機の発航法は離陸が本筋であり、1955年までは国際級のW級（F1B級）も離陸であった。以後は手投げに改正され、1960年当時の国際競技はそれが基本になっていた。現在のF1G級は、この手投げ版のCDH級の流れになる。ただし、離陸発航には独特の面白さがあったので、離陸発航による競技も残された。
次に、全重量を80gより100gに増やした別種が誕生した。僅か20gの差であるが、100g型は静気流時の性能比較を指向し、汎用性のある80g型と異質の機種である。
更にF1G級では、上記の手投げ式80g型の胴体断面制限を削除し、より普及性の高い形で国際級競技規格に制定された。

## オープン・ラバー
「オープン・ラバー」（無制限級ゴム動力機）は、仕様制限の全く無い（オープンの）ゴム動力の滞空競技用模型飛行機である。
広義には、僅かな仕様の制限あるいは指定があっても、その影響が小さい場合は、「オープン系」として含める場合もある。日本の1960年頃までの国内級（旧R級）は、仕様制限が全重量だけであったので、「オープン系」とされている。
その対極は、別項に示すF1B級、F1G級など国際級の規格で、多項目の規定によって全重量、動力ゴム重量、翼面積などに仕様の制限を受けている。これらは「制限系」、「非オープン系」などと分類され、設計の自由度が低下して外形が画一化する欠点を持つ。
制限項目の内、最も影響するものが動力ゴムの量の制限であり、外形的にもゴム搭載部の長短で識別できる。
模型航空競技の草創期においては枠組みや方向付けが未知であるので、ゴム動力機以外の機種も含めて、すべてを受け入れる「オープン」種目で発足することが多かった。競技を行ってから、公平性、安全性、技術進歩、管理運営面など発生した様々な問題に対処するために、試行錯誤的に様々な制限が加えられる。

### 成文化されていない制限項目: 体力の限界
ゴム動力機の場合、動力ゴムを選手が腕力で巻き込まなければならないから、使用する動力ゴムの量に対して体力的な限界に起因する上限が存在する。
歴史的に見ると、動力ゴムの重量の上限は150gくらいである。現在の動力ゴムが蓄積するエネルギーは1gに付き1kg-mであるから、これを巻き込む仕事量は150kg-mになる。
動力ゴムのワインダーにはハンド・ドリルが使われ、右手でクランクを廻すことによって巻き込んだから、機械式のジャッキで自動車を持ち上げる作業に類似し、150g-mの仕事量はトラックのタイヤ交換にも匹敵する。
オープン・ラバーの競技の場合、1日に数回、上記のゴム巻き作業を行い、加えて、飛んで行った機体を回収するために数kmのクロスカントリー走が必要である。このような肉体的負担の大きい飛行作業は難しく、その半分くらいの動力ゴムが一般的であった。
半世紀前のF1B級の動力ゴムは80gであり、機体の大きさ（F1B級の項を参照）はそれに見合ったものであった。一般的には、オープン・ラバー機の大きさは、制限されなくてもF1B級程度に収斂した。
グライダーやエンジン付き模型飛行機の場合は、機体の大きさの上限を自然的に抑制する要因が無いため、大型化の歯止めが利かず、大型化による弊害が生じたので、比較的に早期に大きさの制限（全重量、翼面積、翼幅など）が加えられた。
機体の大きさの拡大に対する歯止めを内蔵していたため、オープン・ラバー種目は長寿であり、数年前までイギリスの国内級に存続していた。存続の積極的な理由としは、設計上の自由度の大きさがある。オープン・ラバーは、ゼロからすべてを決めなければならないと言う作業を要求されるので、模型航空機の設計を学ぶ上で最良の教材であるとされている。

### 規格
オープン・ラバー級は基本的には無制限であり、規格や仕様の制限は存在しない。
しかしながら、広義の「オープン系」種目を見ると、
日本の旧R級（1960年頃まで）は
| 「 | 全備重量 170g以下。 | 」 |

当時の日本人の平均的な体力では、前項のような完全なオープン・ラバーは無理であった。また、完全にオープンにすると、当時の国際級ゴム動力機（W級）が国内級に参入することになり、熟練した国際級モデラーに上位が独占される可能性があった。国際級の機体を排除しないと、初心者参入による普及を目的とした国内級の趣旨が阻害された。
更に、戦前のゴム動力機の規格にC級があり、旧R級はその後継として下記の制限に基づく大きさを踏襲していたとも言われる。
日本模型航空機記録規定（大日本飛行協会制定: 昭和16年7月）
| 「 | C級（小型機） ゴム動力ヲ用ヒ被覆胴体トス、翼幅100糎以下、翼荷重10グラム毎平方デシメートル以上 （別条で「胴体断面積＞胴体全長の二乗／150」） | 」 |

アメリカのオープン系ゴム動力機は「アンリミテッド・ラバー」と呼ばれ、動力ゴム重量などの制限は無かった。但し、当時のA.M.A.（アカデミー・オブ・モデル・エアロノーチックス: アメリカ模型協会）の規定では、全機種共通に、翼面積による級別が行われていたので、それに準じて「C級ラバー」、「D級ラバー」などと呼ばれ、競技や記録はこの級別に行われていた。

### 設計例
現在では、オープン系のゴム動力機は飛ばす場所が無くなったので、現役の機体に基づ設計例はほとんど存在しない。
僅かに、イギリスで「B.M.F.A.（ブリティッシュ・モデル・フライング・アソシエーション: イギリス模型航空協会）ラバー」という、動力ゴムだけ50gに制限した規格を、従前の真のオープン・ラバー級の後継として試みている。
過去においては、1960年前後がイギリスのオープン・ラバーの最盛期であった。
当時の設計としては、F1B級程度の翼面積の機体を、より簡易な軽量構造で作り、軽量化された重量分を動力ゴムに置き換えたものが、一般的であった。
機体を大型化した場合、二乗三乗の法則により、翼面荷重（機体重量／翼面積）は大型機ほど増えることになり、飛行速度・沈下速度は大きくなる。大型化は空力効率の向上をもたらすが、前述の性能低下と相殺され、不利となる場合も少なくない。1960年当時の技術水準では、F1B級程度の大きさのオープン・ラバー機が妥協点であった。
1960年代以降、新種のプラスティック材、接着剤、更にはカーボン繊維材など新素材が断続的に取り入れられ、工作手法も進歩したので、オープン・ラバーは大型化している。
大型の設計としては、F1C級（合計翼面積は37.5平方dm）を超える大きさで、翼幅（スパン）と全長が1.8mくらいのものもある。現在のB.M.F.A.ラバーでも、この大きさを踏襲した機体が試みられている。
日本の旧R級は、当時のFiB(W)級より一回り小さい、主翼面積12～13平方dmくらいが、全重量170gに対応する実用最大寸法であった。また、戦中の旧C級を踏襲した翼幅・全長が900mmくらいで、全重量が100～130g程度の機体が、手ごろな中型機であった。

### 競技と性能
社会の発展に伴う空き地の減少のため、オープン・ラバー級のような滞空時間の長い機種を充分に飛ばせる場所は、現在は存在しない。
1960年代当時、イギリスのオープン・ラバー競技は、5分の飛行を3回行っていた。全英大会ではこの飛行を行った機体が10数機に達し、無制限の決勝飛行では10分を越す飛行を行う機体が半分くらい存在した。だから、この時点の技術水準でも、オープン・ラバー級の滞空性能は10分超であるといえる。

## ライトプレーン
ライトプレーンは、一定の形式の小型ゴム動力模型飛行機を指す。
戦前～戦中にかけて、模型飛行機の教育が小学校・国民学校で正課として行われ、その教材として「ライトプレーン」が使われた。
この教材機の形状は、1本の棒材（ヒノキ）の胴体の外側に動力ゴムを装備し、翼は竹ひごを縁（ふち）にして、キリ板のリブで前後縁を繋いだ、片面紙張り
であった。
教材機は学科として全学童によって製作されたから、機数は膨大であり、一般に与えるイメージとして極めて強力であった。そのために、上記のような形式のゴム動力飛行機に、「ライトプレーン」と言う呼称が定着した。
日本模型航空連盟（J.M.A.）や、その前身の日本模型飛行機競技連盟（M.A.F.J.）が制定した戦後の公式競技規定の上では、「ライトプレーン」の語句は使われず、単に「A級」と呼ばれた。
いわゆる「ライトプレーン」に相当するA級の競技の出場機の多くは、前項の形式のものであったが、規定上で定められた条件は
| 「 | 全長500mm以下で動力ゴムが外側に露出している | 」 |

ゴム動力模型飛行機である。
翼の構造については規定をしていないため、従来の竹ひご構造のほか、大型機で使うようなバルサ材組み立の厚さを持つ翼（両面翼）や、スチレン材の削り出し翼、スチレンペーパー翼など、自由である。
胴体の構造や材質も、特に定めが無いために、組立て式の中空箱型断面のもの、薄板を巻いたパイプ胴、更にはカーボン材のパイプ胴（釣竿）なども使われている。

### 地方競技などの付加規定
1項の概念からは、ライトプレーンは滞空時間の短い低性能の、年少者向けの模型飛行機等ことになるが、戦中・戦後期より半世紀を経過して、飛ばす層は高齢化している。
空き地の減少や少子化に加え、パソコンなど子供の興味の多彩化、さらに受験戦争などに依って、年少者の模型航空参入は激減している。従って、現時点でライトプレーンを飛ばしている層は、高年齢の熟練者が中心になっている。
機体性能は大幅に向上し、2項の機体制限だけでは国内級の中型機と同等の滞空時間2分以上に達し、地方の狭い飛行場に収まらない。そのため、1分程度の手ごろな性能に抑えるため、グラウンド・ルール的な付加制限を加えて競技を行っている。
付加制限としては
- 折畳みプロペラ禁止（空転プロペラのみ）
- 動力ゴムの最大量の制限（5g程度）
- 全体の小型化（300mm程度）
- プロペラの最大直径の制限

従って、1、2項の定義に収まる場合でも、形状は多彩である。

### 模型航空界における位置付け
現在の日本の模型航空界において、ライトプレーンは熟練者が狭い場所で楽しむための、設計と製作の自由度が大きい、特殊仕様機といえる。特に、加齢によって国際級など長時間飛行を何回も必要とする種目の競技が困難になった熟年層が、体力に見合った競技機として選択する例が少なくない。
現在の最上級種目である国際級は、それ故に多数の参加者によって最高の研究と技術が投入され、最適設計が煮詰められている。だから、設計の自由度は極めて小さく、ほとんど同じような機体による競技となっている。
従って、設計能力の高い熟練者層にとっては、ライトプレーンなど、未開拓の機種のほうが興味深く、上記のような結果となった。
ライトプレーンの性格は、1960年くらいから徐々に、年少者の入門練習機より熟練者の競技機へと変化した。1960年代は、模型航空のジュニア・プロブレム（年少者参入の激減）が目立ってきた時代で、その現象は現在に至っている。
1960年以前は、戦中の教育の余勢によって、多くの若年層ライトプレーン人口が残っていて、模型市場の大きな需要層を形成していた。そのため、模型業界主催の競技会も多く開催され、ライトプレーンの参加者も多かった。
若年者が激減した結果、経験年数の長い設計能力のある熟練モデラーだけが残され、ライトプレーンはハイテク構造で高度な技術が投入される機種となった。

## F1A級

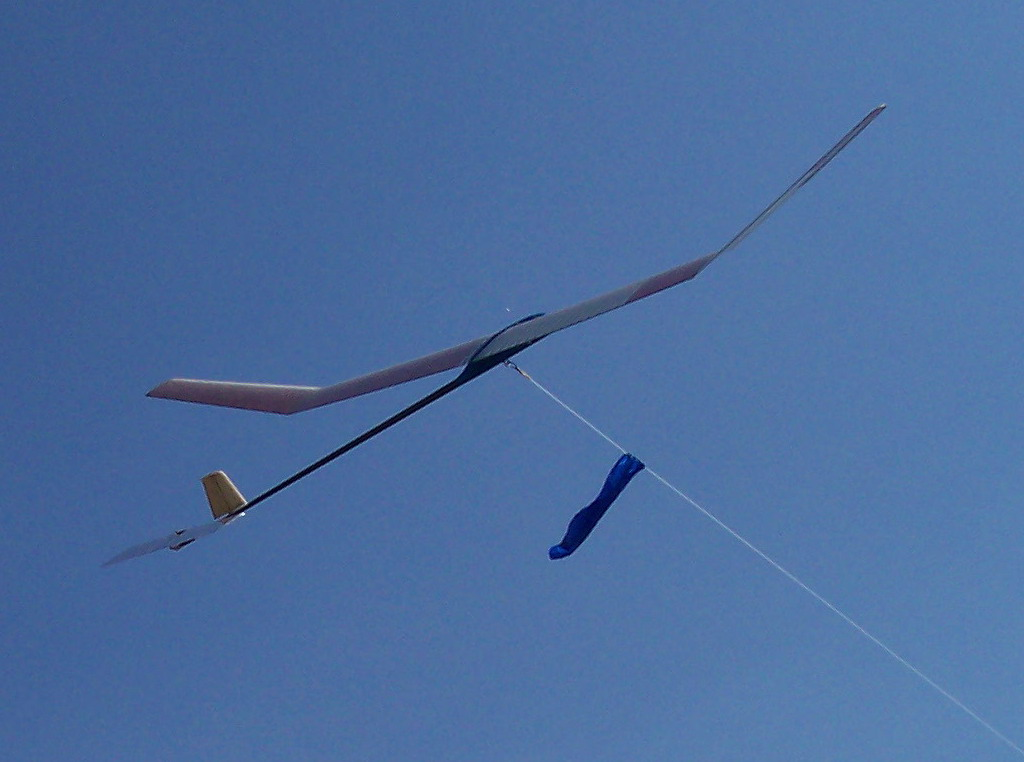
曳航されるF1A級模型グライダー

F1A（エフワンエー）級模型グライダー（ノルディックA/2級）模型グライダーは、FAI制定の国際級フリーフライト摸型グライダーで、世界選手権や各種国際競技や国内公式競技の、曳航発航の滞空競技種目に使われている機種である。
1948年にFAIが制定したときに、1940年代にスウェーデンとフィンランドが作った模型グライダー規格を元にしたので、旧名あるいは別名の「ノルディックA/2級」としても知られている。（World Free Flight Review: by William Hartill:1978:World Free Flight Press,California U.S.A. ）

### 規格
F1A級の具体的な競技規定は下記の通りであるが、規格3.1.2（機体の仕様）については1955年の小改定（胴体断面積制限の削除）以来変更されていない。他種の国際級であるF1B級（ゴム動力機）やF1C級（エンジン機）は、数多くの規定の改定を経て現在に至っているが、F1A級は60年前の機体でも現在の競技に参加が可能なわけで、例外的な長寿競技種目である。
グライダーは、定められた曳航索の長さ（F1A級では50m）によって、滞空飛行を開始する高度が概ね一定に抑えられるから、時代が経過しても滞空時間はあまり向上しない。これに対して動力機は、出力の向上などによって上昇高度が大幅に増えて、競技に支障が生ずるくらい滞空時間が向上し、仕様などの規制を強化して滞空性能を抑えなければならなかった。

### 公式競技規定
現在（2008年）の競技規定は、次の通り（日本模型航空連盟: J.M.A.のホームページの公式訳より）
| 「 | 3.1 クラスf1a グライダー 3.1.1 定義 推進装置を持たず、飛行中、翼のカンバー或いは傾きを変化させる以外は固定した翼面に作用する空気力学的な力によって揚力を生じさせる模型航空機・模型の形状および面積が可変である場合、模型の翼面を最小とは最大の位置に展開した状態において、規格に適合していなければならない． 3.1.2 グライダーf1aの規格 - 翼面積（St） 32–34dm2 - 最小重量410 g - 5kgf の荷重を負荷した場合の曳航索の最大長さ50m - セクション4bのB 3.1.項のルールはf1aには適用しない． f1a模型は飛行を制限する非可逆的動作、すなわちデサマライザー動作の目的にのみラジオコントロールを使用することができる．ただし、これらの機能のいかなる誤動作あるいは予期しない操作は全て競技者の責任となる． 3.1.3 飛行回数 a) 各競技者は世界選手権および大陸選手権においては7回の公式飛行を行う権利を有する．他の国際競技会では、前もって異なった公式飛行回数が公表され、かつCIAMの承認が得られたとき以外は7回である． b) 各競技者は、大会の各ラウンドにおいて1回の公式飛行を行う権利を有する．各ラウンドの継続時間は前もって公表されていなければならない．そして、その継続時間は30分以上90分以内でなければならない． （中略） 3.1.7. 最大滞空時間 世界選手権および大陸選手権における公式飛行の最大滞空時間は第1ラウンドでは3分30秒、その後に続くラウンドでは3分である．他の国際競技会では、特定のラウンドについて競技要項に前もって異なった最大滞空時間（4分を超えないこと）が公表されない限り全ラウンドの最大滞空時間は3分である． | 」 |

（注: 最大滞空時間は「MAX」と略称される。）

### 現在の機体の設計
現在の機体は、スパン約2000－2500mmで、プラスティック系の新素材を使用した構造が多い。以前はバルサ製で、材料調達や製作が容易であるので現在も残っているが、強度や設計の自由度の点で不利であり、減少しつつある。
前述の戦術的な曳航法を行うために、以下の機器を装備している。
- 機体から特定条件時のみ離脱する特殊フック
- 多機能タイマー、
- 曳航索の離脱とタイマーによって管理されるオートラダー（方向舵）、V.I.S.（バリアブル・インシデンス・スタビライザー: 可変迎え角の水平尾翼）、デサマライザー（上昇気流離脱装置）
- 機体回収時に着地位置を知らせるビーコン（発信機）

1955年当時の機体は、仕様の制限は同様であったが、上記の装備品の大部分は使われず、針金をL字型に曲げた単純なフックと、火縄式デサマライザーと、曳航索の離脱だけで操作されるオートラダーくらいであった。

#### 翼型
翼型に付いては1955年当時以来、フリーフライト滞空競技機では概ね厚さ6%、カンバー6%くらいが最適であるという結論は変わっていない。但し、当時の優秀翼型のうち高速・高揚抗比系が生き残り、低速・高揚力系は淘汰された。近代のF1A級グライダーは曳航終期の加速が重要であるのに対して、以前は滑空速度で静かに離脱したため、低速で沈下が低い翼型という選択肢もあり、それが有利な気象条件も存在した。

#### 主翼の縦横比
主翼の縦横比（スパン／平均コード）は、プラスティック系の新素材の利用によって大幅に増大した。
1955年頃のスパンは2000mm程度であったが]現在では2500mmを越えるものもあり、誘導抗力の減少によって滑空比が向上し、沈下率は減少している。
曳航よりの離脱速度が高速化すると、その瞬間に主翼にかかる荷重は増加する。離脱速度が大きいほど離脱後により高く上昇するので、高速化とそれに伴う主翼の曲げ荷重の増加は進行する。従って、現在の主翼が追加的に負担する曲げ荷重は、スパン増加による分と、高速化による分と両方が重なり、必要となる大幅な強度の向上には新素材の導入が大きく貢献している。

### 競技と性能
1955年の世界選手権で、ルドルフ・リンドナー（ドイツ）は3分4回と166秒の合計886秒で優勝した。当時の競技は、3分MAX×5回制であった。（前述の競技規定を参照）
2007年の世界選手権では、P. フィンダール（スウェーデン）が1290秒と決勝飛行341秒で優勝した。現在の競技は7回制であるが、そのうち6回は3分MAXの飛行、風の無い第1ラウンドは3分30秒MAXの飛行を行うから、全ラウンドのMAXをクリアすれば1290秒になる。
この競技会では19名の選手が1290秒を記録したから、決勝飛行が行われ、その最高記録がフィンダールの341秒（5分41秒）であった。決勝飛行最下位の記録は194秒であり、通常ラウンドのMAXである3分はクリアしている。
50余年の間隔を隔てた両競技会の参加機の仕様制限は同一であり、飛行記録は同じ基準で比較できる。記録だけを見ると、半世紀の間にそれほど向上したわけではなく、3分をクリアできる確率は昔でもかなり高かった。
しかしながら、競技の性格は、1955年以前は最高記録の樹立指向であったものが、以降は毎回の確実性を目指す耐久競技に変わり、設計方針もあらゆる気象条件に対処できるタフな機体の製作を指向した。だから、現在の機体の表面的な滞空性能は、この変化に対応するために抑えられていて、技術進歩は気象条件などの変動要因に影響されにくい確実性の向上に向けられている。

## 室内機
「室内機」は文字通り部屋の中で飛ばす模型航空機であるが、faiスポーティング・コード（国際航空連盟制定の模型機競技規程）では以下のように厳密に定義されている。
| 「 | 周りを囲まれた空間において飛行する模型 | 」 |

大きな競技会では巨大な格納庫や、地下に掘られた深さ数十mの岩塩坑などが使われるが、バスケットボールコート1～2面程度の小体育館で楽しまれることが多く、「リビングルーム・スティック級」という名前の示すように一般住宅の居間で飛ばす機種もある。
代表的な機種は、透明な翼でゆっくり飛ぶ超軽量ゴム動力機で、滞空競技を行う。

### 室内機の発展史
ホビー／スポーツとして楽しまれている現在の室内機の起源は、1920年代まで遡る。但し、19世紀までの模型航空は飛行を学術的に追求した実験で、条件の管理や実験操作が楽な室内が使われた。（下記）
- 世界で最初の模型気球実験（1709年バルトロメウ・デ・グスマウ神父: リスボン所在のカザ・ダ・インディアの大使応接室: ポルトガル国王など臨席）
- 蒸気動力つき模型飛行機の実験（1848年ウイリアム・ヘンソン: イギリスの工場建屋の中）。

1920年代中頃にはアメリカで室内機の競技会が開催され、平板翼型で2分内外の記録が出た。2分の滞空は現在の屋外のライトプレーンでも熟練者水準の記録で、湾曲板翼を使うようになると滞空時間は5分台へと倍増した。
1930年頃のバルサ導入によって軽い機体が容易に作れるようになり、加えて中空（パイプ）の胴体が導入され、滞空記録は10分の大台にのる。
1934年にはカール・ゴールドバーグがマイクロフィルム（後述）機で滞空記録22分。30分の壁は15年後にクリアされ、それより13年後の1962年には、イギリス空軍のカーディントン基地の飛行船格納庫（長さ250m、幅55m、高さ48m）で45分に達した。
現在では室内機の滞空性能は1時間を越えるが、室内野球場などの大きな空間によっても記録は向上するので、記録を追う意味が薄れてきている。そのため、会場の大きさに段階を設け、それぞれのクラスで記録を比べるようになった。また、機体も仕様制限を強化して絶対性能を抑え、加えて大小・難易のクラス分けを行い、多彩な競技を楽しめるような枠組みに変化している。
日本の室内機競技は、世界記録が40分を越えた1960年代に、その技術を文献上で勉強したエリートたちが、最新の材料で作った機体を使って始めた。比較的短期間の内に10分の大台を超えることはでき、1970年代初めには20分が、そして70年代末には40分が記録され、20年足らずの間で世界に追いついた。

### 室内機の技術

#### マイクロフィルム
室内機の翼材料で最も軽いものはマイクロフィルムと呼ばれている。マイクロフィルム以前は、日本のガンピ紙やコンデンサー・ペーパーなど薄い紙を張っていた。ガンピ紙は伝書鳩や忍者の通信文に使われ、コンデンサー・ペーパーは電気回路のコンデンサーに使われる紙で、両方とも非常に薄く、1平方dm(10cm×10cmで模型機の翼面積の常用単位)当たり0.1gくらいの重さである。
マイクロフィルムを張った室内機は、10平方dmくらいの大きさの翼でも全重1g程度まで軽量化される（FAIの規定するクラスF1Dの最低重量が1.2g）。しかし、マイクロフィルムは、機体製作者が手作りしてうまく作れたものを採取する必要があること、強度もギリギリでデリケートな扱いを要するなどの点があり、一般的には前述および後述の材料がよく使われている。
このマイクロフィルムは、セルロースエステル（ニトロセルロース）の薄膜で、基剤を溶剤に溶いたものを水面に滴下して油膜のように広げて採取する。厚さ0.数ミクロン。重量は1平方メートルあたり3～5ミリグラム。

#### タングステン線による翼の張り線
室内機の翼の構造では、大きな翼には張り線による補強が必要。室内機の張り線に使うタングステン線の太さは1／100mmくらいで、長さ1mあたりの重量は1mg程度で、重さは無視できる。

#### 工業生産されるプラスティック・フィルム
マイクロフィルムより多少は厚く重いが、安定した被覆材が工業的に量産されるようになったため、現在主として使われるのはそれらのフィルムである。
コンビニエンス・ストアで小分けに使われている薄い袋は、前述の各種フィルムに比べれば数倍厚く重いが、紙よりは軽くて空気の漏れが無いため、入門機・初級機には充分に使える。

#### 重量管理
機体の全重量が数g以下であるので、部品の重量管理には精密秤が必要である。精密天秤（1/1000g）や、同じ精度のデジタル秤もあるが、細いピアノ線を水平に張り出し、その先端に部品を掛けて撓み量を測るやり方でも大凡の測定は出来る。

#### トルク管理
室内機は、上昇が良すぎても天井にぶつかり不利になるために、出発時の動力ゴムのトルクが高すぎないように管理する必要がある。そのために簡単なトルク計が自作されている。
トルク計の構造は、30cmくらいの細い鋼鉄線に動力ゴムを掛けて、その捩れ角度を測定するものである。パイプの中に鋼鉄線を入れて、指針をつけ、パイプに取り付けた分度器で読み取る。

#### 飛行方向の修正
狭い室内で、飛行方向が壁に向かうことを修正するために、長い釣竿や、浮遊する風船の糸を使って短時間機体に触れることは認められている。

### 記録から競技へ
草創期で飛ぶ確率が低いときは何回もの失敗を乗り越えて記録を作ることが指向され、技術が進歩して多くの人が飛ばせるようになると、ルールを決めて相手と競うことが主に変わってくる。
裾野を広げて普及させることが重視されてきて、競技機の規格や競技のシステムも変わった。記録指向時代に比べると「普通の」人が飛ばすようになり、大記録が出なくても手軽にいつでも飛ばせることが望ましい。多くの国・場所で同じような条件で飛ばすことが出来るように、競技に使う機体の大きさや性能が中規模の空間を指向するようになってきた。
fai規定も1962年の記録ラッシュ以降は上記の路線へ転換し、機体の大きさが制限されてF1D級のスパン（翼幅: 1962年は900mm以下）が2／3くらい切り下げられた。性能は30分台に低下したが、作りやすく、世界選手権などに運んでいくのが容易になった。

### 現在の機体仕様制限（F.A.I.規定）
3.4.2 室内模型航空機F1D級の機体仕様
- 単葉航空機の最大翼幅（スパン）   550mm
- 揚力発生面の最大翼弦（コード）   200mm
- 尾翼の最大翼幅（スパン）      450mm
- ゴムをつけないときの機体最少重量  1.2g
- 潤滑油をつけた動力ゴムの最大重量  0.6g

### 1962年に45分40秒飛行したK.H.リーケ機の仕様
- 主翼スパン     898mm
- 主翼最大コード   159mm
- プロペラ      直径480mm×ピッチ800mm: 巻き数2000回
- 機体重量: 主翼0.310g、胴体と尾翼0.475g、プロペラ0.170g／合計0.955g
- 動力ゴム重量1.250g／全重量2.205g

### シーリング（天井高）・カテゴリー
天井の高さ別に競技会場の規格化を行い、会場の広さに応じて記録を評価・比較できるようにした。普通の学校にある、バレーコート(10m×20m)やバスケットボールコートが1面取れる大きさの体育館は、高さが10mくらいであるが、大きな飛行船の格納庫と別の規格として公式競技の場所に認定された。
現行（2008年）の天井高の区分は
3.4.12.
- 競技会及び飛行記録に対して、以下のシーリング・カテゴリーが認定される。
- Ⅰ   8m未満
- Ⅱ   8mより15m未満
- Ⅲ   15mより30m未満
- Ⅳ   30m以上

### 普及型室内機
室内機発祥の地であるアメリカでは普及路線でも先行しており、「イージーB」、「ペニープレーン」など小型で作りやすい室内機の入門規格を国内競技に採用していた。後年、これらの規格はF.A.I.に採用され、F1L級、F1M級になった。
飛ばす会場の小規模化はさらに進行し、「リビングルーム・スティック」（居間で飛はす室内機）まで登場した。欧米のサイズのリビングルームは日本の居間よりは広いが、天井の高さはあまり変わらず3m以下であるが、記録的にはこの高さで数分飛んでいる。

### ゴム動力滞空競技機以外の室内機
室内機の主流あるいは正統派としては、「翼の透き通った、ゆっくり飛ぶゴム動力機」の滞空競技であるが、室内で飛ばす模型航空機はそれ以外にも色々とある。特に室内機競技が普及路線になってからは多彩になってきた。

#### ハンドランチ・グライダー
手で力いっぱい投げ上げて、最高高度で反転させて滑空に入れ、滞空時間を競う種目。1930年頃にアメリカで始まる。バルサ材の削りだしの翼を使う。現在まで室内用と野外用が並行的に発展してきたが、室内型はより軽く、低速で、飛行経路や投げ方も狭い場所に制約される。

#### ピーナッツ・スケール
スパン330mm以下のゴム動力スケールモデル（実機の縮小模型）。室内と野外と両用であるが、1970年くらいから室内で飛ばすことも定着してきた。

## A字型ゴム動力機
A字型ゴム動力機は、最初の模型飛行機ブーム（イギリス、1908～14年）の主要形式で、上から見た胴体の形状がAの字をしている。英語名では「twin A‐frame pusher」または単に「twin‐pusher」と呼ばれる。

### 外形
形は英語名の示す「A字型の胴体の双発推進式」のとおりで、平面形が「A」の字型に組まれた棒状の胴体で、「A」の字の下側に2つの推進式プロペラが付き、機体は「A」の字の上方向に飛行する。「A」の字の両方の斜め線に相当する棒状胴体の夫々の下には、2本の動力ゴムが取り付けられ、後端の2つのプロペラを互いに逆方向に回転させる。主翼と尾翼の配置は、エンテ型（先尾翼型。「カナード」とも呼ばれ、通常形式の尾翼に相当する安定翼が機首に付き、主翼が後方に付く）と、通常型（主翼が前で、後ろに尾翼が付く）と両方あった。
エンテ型の配置は現在では少数であるが、ライト機は双発（厳密には単発双プロペラ）推進式のエンテ型であり、飛行機の形式が固まっていなかった当時としては成功した実績のある配置であった。また、プロペラが機尾に付くため、重心位置は胴体の後方に寄り、主翼を後方につけたほうが縦のバランスはよかったといえる。
主・尾翼とプロペラの配置はA字型と同じだが、胴体の棒材を「T」の字型に組み立てた「T字型」 (twin T‐frame pusher) もあった。2つの推進式プロペラは、「T」の字の横棒の両端に上向きに付き、機体を「T」の字の下方向に推進する。2本の動力ゴムは、「T」の字の横線の両端と、縦線の下端の間に渡される。
従って、広義のA字型（双発推進式ゴム動力機）の中には、次の4種の変種が含まれていたことになる。
- A字型胴体のエンテ式（先尾翼式）
- A字型胴体の普通式（尾翼式）
- T字型胴体のエンテ式
- T字型胴体の普通式

### 発生と歴史
1908年に始まった最初の模型飛行機ブームは、アメリカのライト兄弟、フランスのガブリエル・ヴォアザン、アンリ・ファルマン、ルイ・ブレリオ、イギリスのサミュエル・フランクリン・コーディとアリオット・ヴァードン・ローなどの実物機の飛行の成功に刺激されて起こった。当初、これらを手本としたスケールモデル的な模型機が試みられたが、当時の模型航空の技術では飛べなかった。主な原因は、プロペラのトルクによって機体が傾くことを防ぐ手段がわからなかったからである。（現在は、強い上反角や、推力線を右に向けることによって対処している。）
翌、1909年になってC.フレミング‐ウイリアムスとW.G.アストンが、個別に独立して、互いに逆転するプロペラによる双発推進式の、最初のA字型ゴム動力機を製作した。この形式は、プロペラのトルクが相殺されるために傾かず、直進性が優れていた。以来A字型模型飛行機は、上記の変形を派生しながら、1920年代後半まで模型飛行機の主流形式になった。

### 競技と記録
当時の模型飛行技術では旋回飛行は困難であり、直線飛行による性能向上が目標となった。競技形式も、直線飛行の距離・滞空時間・速度などの記録を比較するものであった。A字型機は、このような環境に適合し、発達した。
1912年の、最初の公式記録会においては、A字型機が手投げ発航（ハンド・ランチ）によって次の記録が樹立した。
- 滞空時間 60.4秒（C.R.フェアリー）
- 飛行距離 320ヤード（約290m: R.F.マン）

機体の設計は下記のようにそれぞれの種目に特化していて、滞空機は軽く、翼面積が大きく、動力ゴムが細く、低速長時間飛行を指向しているのに対し、距離機は重く、翼面積が小さく、動力ゴムが太く強力で、短時間の高速飛行を指向している。
- フェアリー機（滞空）

主・尾翼合計翼面積132平方dm（8.5平方dm）、全重量4オンス（113g）、プロペラ直径9インチ（229mm）、動力ゴムは1/8インチ（3.2mm）幅平ゴム8条
- マン機（距離）

主・尾翼合計面積94平方インチ（6.1平方dm）、全重量5オンス（127g）、プロペラ直径10インチ（254mm）、動力ゴムは1/8インチ（3.2mm）幅平ゴム14条×1.5オンス（43g）
記録は1914年には、距離590ヤード（約540m、R. ルーカス）、滞空時間145秒（T.D.Cクラウン）まで向上している。また、1923年には、滞空時間247秒が記録されている。
初期の模型飛行機競技で距離種目が多く行なわれた理由は、当時のストップウオッチが高価で、スポーツ用などに簡単に利用できなかったためと考えられる。明治40年（1913年）の服部時計店（現・和光）の商品カタログに拠れば、ストップウオッチの価格は100円前後で、高級官僚の月俸に匹敵した。
しかしながら、1914年の500mを超える飛行距離記録は、公園やゴルフコースでは収まらない長さで、正確な測定が困難であり、以降は競技の主流が滞空時間に移った。1928年に開始されたウエークフィールド級国際競技は、胴体の中にゴムを搭載した機体による滞空競技であり、A字型機と距離競技は姿を消した。

### 構造
A字型機の構造は、現在のライトプレーンのように、棒状の胴体の外側に動力ゴムを搭載し、翼は外縁（前縁と後縁）だけによって保持される主桁の無い片面翼である。但し、翼の縁材は竹ヒゴの代わりにピアノ線や傘の骨が使われ、絹を張っていたので、ライトプレーンより大幅に重い。また、胴体とプロペラが2つあるので、これも重く、上記の仕様のように現在ライトプレーンの機体より数倍の重量である。現在の、同程度の翼面積のライトプレーンは、全重量が30g以下で、5g程度の動力ゴムによって飛行する。

### 飛行操作
A字型は、飛行の安定性を保つために双発・推進式という形式をとった。プロペラが互いに反転する双発であれば、飛行の安定を保つことは出来るが、プロペラが前に付く普通の双発機、あるいは機首と機尾にプロペラがあるタンデム（串型）双発機の場合、2本の手でプロペラと機体姿勢を同時に固定することは困難で、発航動作が極めてやりにくい。
離陸発航の場合も、機体が地面に支えられるので多少は楽になるが、上記の問題は解消されない。
A字型（広義）であれば、飛行者は機体の後端にある2つのプロペラを両手で持ち、前に押し出すことによって、一人で発航させることが可能である。従ってA字型機は、当時の取り扱い性の条件にも適合した、合理的な形式といえる。
飛行準備を楽にするために、当時は、互いに逆転する2つのゴム巻きフックを持つワインダーが市販されていた。

## F1C級

### 定義
世界選手権競技に使われる、エンジン付のフリーフライト模型航空機。仕様と競技方法はFAIスポーティング・コードに定められている。
- FAIスポーティング・コードにおける定義は

| 「 | ピストン式モーターによって駆動され、飛行中、翼のカンバー或いは傾きを変化させる以外は固定した翼面に作用する空気力学的な力によって揚力を生じさせる模型航空機．模型の形状および面積が可変である場合は、模型の翼面を最小と最大の位置に展開した状態において、規格に適合していなければならない。 | 」 |

### 現行の仕様（2006現在）
- エンジンの最大行程容積：2.5立方cm
- エンジンの排気口に延長排気管を付けてはならない。
- 最小全備重量；300g/cm3（エンジンの行程容積）
- 最小翼面荷重：20g/dm2（合計投影翼面積）
- 最大モーターラン：5秒

### エンジン付き模型飛行機の前史

#### 実機の研究に使うエンジン付模型機
エンジン付き模型飛行機の始まりは、1848年に飛行したジョン・ストリングフェロー(1799~1883：英)の蒸気機関付きのスパンが3.2mの機体。廃工場の天井に張られたワイヤに懸垂して滑走し、終端から3mほど自由飛行した。
ストリングフェローは、その後1868年にロンドンのクリスタル・パレスで重さ7ｋｇ、1馬力の蒸気機関付き三葉機の公開飛行に成功した。
この時代のエンジン付き「模型」飛行機は、実機の飛行以前で厳密な意味では「模型」と言えない。用途はヒトの乗れる航空の実現のための実験・研究の手段であり、現在のような遊び・ホビー・スポーツではない。
ライト兄弟の飛行成功（1903）以降のエンジン付き模型飛行機も、依然として大型で、実機と大差ない手間のかかる複雑なものであり実験研究の手段であった。
原動機としては蒸気機関に代わり、より高性能な内燃機関となった。
1920年代になってはじめて、主翼が簡単に取り付けられて、普通の乗用車で運搬できるようになったと言われ、それまでは実機同様に飛行場に隣接する格納庫で組み立てて飛ばさなければならない代物であった。

#### ホビー、スポーツ用のエンジン付模型飛行機
1928年にウエークフィールド競技が始まったとき、
| 「 | - 動力はゴム・エンジン・圧縮空気など何でもよいが、胴体内に納めること。 - 胴体は一定以上の太さを持つこと。（全長の2乗／100以上） - 自力で地上より発航すること。（ROG） - 主翼面積は無制限 - 最大重量11ポンド（約5kg） - 3回の飛行の最大滞空時間を成績にする。（各回にやり直しは無い） | 」 |

と言う規定で、20cc以上のエンジンも積めるような機体制限であった。競技を始めてみると、当時の巨大なエンジン模型飛行機は小さなゴム動力機に全く歯が立たず、1934年の規定改定によって排除されてしまった。
1930年代に、個人レベルで扱える大きさの小型エンジンが出現。大きさは10cc前後、5,000回転くらいで0.2馬力内外。2サイクルのガソリンエンジンで、スパークプラグ点火のため当時の重い乾電池を搭載。代表的なエンジンはアメリカの「ブラウン・ジュニア」
機体の仕様の例（市販キットの「ミス・アメリカ」機：ZAIC年鑑1937年版に収録）
- 重量4.5ポンド（約2kg）、スパン7フィート（2.1m）、コード12インチ（0.3m）、翼端は楕円、主翼面積は60平方dmくらい、エンジンは1/6～1/4馬力を指定。
- 形は、高翼の軽飛行機、あるいはRC機に類似。

機体のスパンは現在のF1C機と同じくらいだが、縦横比は小さく、翼面積や機体重量は約2倍。馬力荷重は10kg/㏋くらいで、辛うじて上昇するモーターグライダーに近い機体になった。
大きな金属のエンジンを先端につけた2kg以上の機体は、当時のゴム動力機に比べると10倍重く、衝突時の衝撃は大きかった。良く飛ばないという先入観で既存の狭い飛行場で飛ばすと危険で、現実に衝突事故が多発した。
アメリカでは模型飛行機の公害が社会問題化した時期があり、模型界もエンジ機を容認するかどうかマスコミを巻き込んで大騒ぎになった。
結論は「技術進歩を指向する努力の芽を摘んではいけない」と言う主旨でエンジン機容認派が勝ち、現在に至っている。また、模型界の自浄作用として安全管理が推進された。AMA（アメリカ模型航空協会）の規定書を見ると安全確保に付いてくどいほど書かれており、また、早い時期から入会と損害保険付保がコミになるシステムが導入されている。

#### ガソリンエンジン時代のエンジン機規格
同時代のエンジン機規格（フリーフライト滞空競技）として「日本模型航空記録規定」（昭和16年7月改訂版）では、以下の級が制定されている。
| 「 | - I級（小型エンジン機） 装備セル内燃機関ノ全行程容積3.25立方糎以下ニシテ被覆胴体トス 翼幅70糎以上350糎以下、翼荷重ハ最大50グラム毎平方デシメートルトス - J級（中型エンジン機） 装備セル内燃機関ノ全行程容積ハI級以上5.00立方糎以下ニシテ被覆胴体トス 翼幅70糎以上350糎以下、翼荷重ハ最大50グラム毎平方デシメートルトス - K級（大型エンジン機） 装備セル内燃機関ノ全行程容積ハJ級以上10.00立方糎以下ニシテ被覆胴体トス 翼幅70糎以上350糎以下、翼荷重ハ最大50グラム毎平方デシメートルトス - 附則 5、I級、J級、K級の燃料搭載量ハ審判員ノ指定ニヨリ決定スルコトアリ | 」 |

上記の規定は欧米のものを参考にして制定されている。
エンジンの大きさに付いては、3.25立方糎≒0.2立方インチ、5.00立方糎≒0.3立方インチ、10.00立方糎≒0.6立方インチで、アメリカのA級（19）、B級（29）、D級（60）を踏襲している。

#### グロー・エンジンの登場
第2次大戦中にグロー・エンジンが発達・高性能化して、機体に重い電池を積む必要も無くなった。1950年頃には10ccエンジン（60）が1馬力くらいになり、1.6cc（09）、0.8cc（049）のような小型エンジンも使えるようになった。エンジンの出力向上によって、現在の急上昇するガス・フリー的な飛び方になった。

#### FAIによる国際級のエンジンつきフリーフライト種目の制定
戦後の模型航空の国際活動として、1939年のコルダ優勝以来休止していたウエークフィールド競技（後のF1B級、ゴム動力）が1948に再開された。同時に、世界選手権の運営がイギリス（SAME）からFAIに移管され、少し後にグライダー（ノルディックA/2級、後のF1A級）とガスフリー（FAIパワー、後のF1C級）が新設・追加され、フリーフライト3種目がそろった。
はじめの原・F1C級競技規定は・
| 「 | - エンジンは2.5cc（15） - 機体重量は200ｇ/㏄以上（2.5㏄のとき500ｇ以上） - 翼面荷重（主・尾翼合計面積）は12ｇ/平方dm以上（機体重量500ｇのとき41.67平方dm） - 胴体断面積0.5平方dm以上 - モーターラン15秒、5分×3ラウンド | 」 |

### 草創期の世界選手権
- 第1回：1951年に、フランスのEureuxで開催。

まだ、専用の機体が開発されて居らず、仕様の定番も固まって居なかった。優勝機（ジェラード・シュミット：スイス）はディーゼル・エンジン付きのハイスラスト・中翼という異例の設計で、仕様数値も、重量28オンス（800ｇ）、翼面積760平方インチ（49平方dm）と、規定ぎりぎりの最適値（500ｇ、41.6平方dm）を大きく上回っていた。
ゆっくりとした上昇であったが滑空で稼いで、合計600秒（MAXは300秒×3回＝900秒）出して優勝した。
- 第2回：1952年にスイスで開催。

世界選手権の開催が隔年になったのは大規模化・広域化した後年のことで、開始当時は毎年行なわれた。
優勝機（バリー・ホイーラー：英：代理飛行者シルビオ・ランフランキ）は、パイロン式のガス・フリーで、現在の形に近い定番のスタイル。当時は出力指向型の15エンジンが存在せず09（エルフィン1.49㏄ディーゼル）を搭載。これは異例で、次回以降は全て15級。、記録は209+298+300＝807秒
代理飛行による優勝も今回のみで、代理飛行者はイギリスチームのマネジャー。他人の機体というハンディキャップは大きく、この例は極めて珍しい。
戦後間もない海外渡航が不便な時代には、機体だけを送り、現地のモデラーが代理飛行するシステムが設定され、機能していた。当時は、BOMルール（自作機による競技参加）が完全に励行され、飛行者よりも製作者の競技参加権が優先されていた。現在（2010）は、購入など他人の製作した機体による競技参加が許され、競技参加者は飛行者である。
- 第3回：1953年イギリス

アメリカのK&B社が初めて15エンジンを発売。ガス・フリーの先進国であるアメリカは同エンジンで1953,54年と連覇。最初の競技用15エンジンの定番となった。
現在のようにアルコールとオイルだけの標準燃料ではなく、ニトロ系添加が自由な時代で、ハイ・ニトロ燃料が使われ出力向上に貢献した。
1953年の優勝機はデーブ・ニーランド（米）の「ベーパー・トレイル」機。完全楕円に近い平面形の主・尾翼でパイロン付きの標準的なガス・フリーで、ロケット的な急上昇をした。記録は300秒×3回の初パーフェクト・タイム。
参加機全体を見ると形式は多彩であり、設計方針がまとまっていなかった。2位の昨年の優勝機と同じエンジン（1.5ccディーゼル）の小型機、ノルディック・グライダーのような薄翼を使ったハイ・スラストの前垂直翼付きのオーストリア機、アメリカの肩翼のハイ・スラスト機などが見られた。

### 5ラウンド制の採用以降
- 1954年（第4回）から、競技方法が5分3回の飛行より3分5回に変更され、一発勝負の記録主体より、多数回の確実性を重視した耐久競技に変わった。

カール・ホイーリー（米）の「セネター」機が優勝し、K&B１５搭載機が連覇した。
一部に、機体を略垂直に立てたVTO（垂直離陸）が採用された。
- 第5回（1955）の優勝は、ミカエル・ガスター（英）の「ガストーブ」機で、オリバー・タイガー（ディーゼル）エンジン付き。定番のパイロン機で、VTO離陸、主翼は翼端楕円、水平尾翼は完全楕円の美しい平面形であった。

本来は前回の選手権国アメリカ開催のところをヨーロッパ勢に便利な西独にしたことと、当該競技の普及が進んだために、21カ国74人と前回よりも格段と参加者が増えた。特にソ連圏の初参加（チェコのチーム、ソ連の視察団）があった。
競技は初のフライオフ（3名の決勝飛行）があり、優勝記録は（900+313）秒。
- 第6回：1956年の開催地はイギリスに戻り、ロン・ドレーパー（英）が3人のフライオフを勝ち抜き、（900+320）秒で優勝。エンジンはOS-MAX15、イギリス流のパイロンが高い設計で、初めてオートラダーを使用。

フライオフの相手は、デーブ・ポスナー（英）とラリー・コノバー（米：ラッキー・リンディー機）で、コノバー機は代理飛行名人シルビオ・ランフランキ（1952大会参照）が飛行。

### 機体仕様制限の変更
1958年度から次の規定によることとなった。
| 「 | - モーターラン15秒、5分×3ラウンド - 世界選手権は隔年開催。出来ればW級、N級と一緒に3種目同時開催。 - 国際級がスフリー機の機体重量は300ｇ/㏄以上。（15エンジンでは750ｇ。現在も同じ。） - 翼面荷重20ｇ/平方dm以上（機体重量750ｇのとき37.5平方dm以下。現在も同じ） | 」 |

- 第7回は1958年にイギリスのクランフィールドで開催され、エルノ・フリギス（ハンガリー）が890秒で優勝。上記の規定改正による機体重量増加が効いてパーフェクト・タイム、フライオフは無い。

2位はチェコのV．ハイエクで、東欧が台頭、3位のボンド・ベーカー（オーストラリア）の機体は、異例のハイ・スラスト設計で、同選手は翌日のウエークフィールド級も優勝。
機体重量が大幅に増えたために、機首モーメントが長くなり、エンジンのジャイロ効果が増幅されて調整に苦労する傾向が出た。フリギス機の翼型のベネデックB8353ｂ/2は、今回が初出で、後年ガス・フリー用翼型の定番。オートラダーとVISの両装備も、今回初出。

### エンジンの出力向上による性能差の消滅
- 第8回（1960）の世界選手権では13人のパーフェクト・タイムが出て、3分MAXのフライオフを12回繰り返したが5人が残り、5人のジョイント・チャンピオン誕生と言う異常な結末になった。要するに、5人の選手権者は5ラウンドの競技に加えて12回のフライオフで、合計17回の3分MAX飛行を続けたことになる。

5人のジョイント・チャンピオンは次のとおり。
- サンディー・ピメノフ（フィンランド：「アセンダー」機）、ETAエンジン、オートラダー付き、機首が短い
- ロルフ・ハーゲル（スウェーデン：「ミスター・マックス」機）、オリバー・タイガーエンジン、高いパイロン、長モーメント、
- G．グエラ（伊：「ラ・ベスティア」機）、スーパー・タイガーエンジン
- ラリー・コノバー（米：「ラッキー・リンディー」機）、OS　MAX15エンジン、3枚垂直、オートラダーなし
- ジョー・シェパード（ニュージーランド：「グロワーム」機）、ETAエンジン

開始時（1951年）には、適当な15エンジンが無くて苦労した国際級ガス・フリーが、10年経過した1960年には、競合できる高出力エンジンが4種類は揃った。

### モーターラン（エンジンの作動時間）の切り下げ
- 第9回（1961）は、西独のロイトキルヒで開催。

今回から、エンジンの出力向上に対応して、モーターランが15秒より10秒に切り下げられた。現在まで何回も繰り返されているモーターラン切り下げの始まり。
フリッツ・シュニーベーガー（スイス）が一人だけパーフェクト・タイムを出して優勝。機体は、COX・TEEDEE15エンジン搭載で、他人（オスモ・ニーミ：フィンランド）の設計した単純な機体（フラット翼型、翼端上反角、オート舵面類なし）の優勝は異例。
- 第10回（1963）の世界選手権は、ウインナー・ノイシュタットで開催。

今回からフライオフは30秒せり上げ制になり、E．フリギス（ハンガリー）が（900+210+240+270）秒で2回目の世界選手権を獲得。機体は、MKI15エンジン付き、ハイ・ニトロ燃料を使用し、オートラダーとVISを装備。
2位になったガルブレイス機（米）は、オートラダーなど自動操舵面を持たず、大きなダウンスラストを付けて直線上昇。この時代はVIS万能ではなかった。
- 第11回（1965）はフィンランドのカウハバ開催。今回よりフライオフのせり上げは60秒単位になった。

ダルオグリオ（伊）が、（900+240）秒の一発で決めたが、フライオフ出場者は今まで出最高の16名に達し、2位（ボージェ：仏）のフライオフ・タイムは239秒。
ダルオグリオ機の翼は、エッグボックス構造（直角に細かく組み合わされたリブ構造）で、薄翼、低縦横比。この時期より、上位に絡むにはメーカーなどでチューンした特性エンジンが必要とされてきた。

### 燃料の成分の制限とチューンド・サイレンサーの影響
- 第12回（1967）より、燃料はアルコールとオイルだけに制限され、ハイ・ニトロ燃料は禁止。ディーゼル燃料は制限されなかったので、しばらくはディーゼル・エンジンが有利になった。ディーゼル・エンジンは高速化によって今まで以上に出力を向上させ、燃料が制限されたグロー・エンジンもチューンド・サイレンサーの導入による出力向上があり、ともに上昇悪化はしなかった。

世界選手権はチェコのプラハで開催され、ハンス・ゼーリッヒ（独）が（900+240+300）秒で優勝した。
ゼーリッヒ機は、シート張りの翼面で、VISとオートラダーを装備、エンジンはスーパー・タイガー15にチューンド・サイレンサーを組み合わせて搭載。さらに、以降の定番となった「ゼーリッヒ多機能タイマー」で、舵面などを制御。
垂直尾翼は水平尾翼の後ろの最後尾に取り付けられ、滑空を重視し、平尾翼は小さめで、後ろモーメントアームは延長された。
68人の参加者のうち13人がフライオフに残った。
- 第13回（1969）はウインナア・ノイシュタットで開催。

今回から7ラウンド制になり、パーフェクト・タイム（3分×7回＝1260秒）。チューンド・サイレンサー（パイプ）使用率は80％に達し、次回以降は禁止になった。
当時のエンジンは直径7インチ×ピッチ4インチのプロペラで21000～23000回転/分で、新登場したROSSI15は、25000回転/分。1950年代のディーゼルのプロペラは9×4が主流。
パーフェクト・タイム達成後に2回のフライオフをクリアして6分フライオフに至った選手は、ドイツのバウマンとリーケで、ともに前回のゼーリッヒに似たシート張り翼の機体。
優勝は（1260+240+300+240）秒でバウマン。リーケ機はT尾翼で、理論的には効率が高い設計。
- 第14回（1971）はスウェーデン開催。

ロルフ・ハーゲル（スウェーデン）が（1260+240+300+328）秒で優勝。ロッシエンジン付きの機体は、スパンが長く、翼端と水平尾翼は前縁が後退していて、パイロンが低く、エンジンは完全にカウルされ、現在のF1C機に通じる形で、垂直尾翼は3枚。
ノルディック・グライダーに近いイメージの平面形で、明らかに滑空性能指向。今まで「ガス・フリー」は高いパイロンで主翼縦横比は控えめであった。さらにスパンを延長して、内翼にも軽いテーパーをつけ、楕円翼に近づけた設計が、現在のF1C機であり、ハーゲル機の設計は歴史的な区切り目である。
2位になったコスター（デンマーク）のフラップ翼機も画期的設計。
VISを使うことによって、上昇時の主翼迎え角をゼロ揚力角（おおむねマイナス4度くらい）にして、主翼の揚力を減殺して無駄のない上昇パターンを実現できるが、抗力は増える。可動フラップを上げた翼型ならば、揚力を減殺すると同時に抗力も最低に出来る。
但し、固定部の主翼コードが狭くなるために、構造上は非常に縦横比の大きな翼になり、強度面の問題を克服する必要がある。

### 1970～2010年代
開始より20年間で、大きな変革はほぼ出揃い、以降はエンジンの出力の向上と、それに対応するモーターランの短縮が設計の変動要因。
但し、次項に後記の新技術は無視できない。
- 1950年の開始時期の15エンジンの出力は0.2馬力程度で、行程容積あたりの出力は80馬力/リットル 程度。高性能な09エンジンならば行程容積あたりの出力はもっと大きく、第2回に優勝した。但し、本格的な競技用のK&B15エンジンが発売されて09級は姿を消した。
- 日本のOS　MAX15が一時は最高出力エンジンとなり0.3馬力を超えた。
- 以降、オリバー、ETA、MVVS、エンヤなどの高速ディーゼルが0.4馬力前後まで出力を向上。グロー・エンジンに比べて大トルク型のため、直径の大きなプロペラを使えると言う利点があった。
- 1970年頃グロー・エンジンが復活し、標準燃料に変わってからもスーパー・タイガーで0.45馬力、ロッシで0.5馬力を発揮。これにチューンド・サイレンサー（パイプ）がつくと30％くらい出力が向上した。0.5馬力の出力ならば、リットルあたり200馬力、それが30％向上したならば260馬力になる。
- 現在（2010）F.A.I.級競技のスピード種目で使う行程容積2.5ccエンジン（.15級で、ガスフリー競技用と同級）は45000回転/分で3馬力以上の出力がある。この回転数は実物のターボ・ジェットより高く、リットル当たり出力は1200馬力で、実物のレース用オートバイやF1自動車のエンジンよりも大きい。

### 1970年以来の質的変化
- 草創期を含む最初の20年間に比べると、その後の40年間の変化は少ない。

#### 折りたたみプロペラ、減速折り畳みプロペラ折ペラ
減速ペラは、空気抵抗の削減に効果があった。減速プロペラは効率の向上に貢献した。ともに、何万回転する強力なエンジンのトルクに対抗して壊れないようなメカニズムが必要なため、実用化がおくれた。

#### カーボン材など、構造強度の向上による空力効率の向上
バルサ構造からカーボン材、プラスティックス材への転換は材料革命。1930年頃に起こった、硬木よりバルサ材への転換も同様であったが、このときは多の材料と工具が単一のものに集約された。今回はそれが再び多種に分散する形の変革である。進行はなし崩しで徐々であるが、強度の増大は著しく影響は大きい。
主翼縦横比の拡大、モーメントアーム拡大と尾翼の縮小によって、機体の空力効率は向上した。

#### 折りたたみ主翼
エンジンで推進中（現在は5秒間）は主翼を下側に折りたたみ、主翼面積を半分くらいに減らして上昇させる方法が開発された。上昇中の抗力は半減するため、在来の固定式主翼よりも大幅に上昇高度を獲得できる。エンジン停止後は主翼を広げるため、滑空性能（沈下速度）は変わらず、滞空性能は大幅に向上する。
このシステムは動力飛行中に主翼の揚力を利用していないために、「飛行機でない飛行機」を代表する形式といえる。飛行機の飛行は翼の揚力に依存する飛行法であるので、主翼を排除してプロペラの推力だけに頼る上昇は範疇外である。エンジン停止後に主翼が開かれ、翼の揚力による飛行が始まるが、このときは動力が無いわけで、飛行機ではなくグライダーになる。
加えて、実機にこのような方式の飛行法を行なう航空は存在せず、「模型」でもない。模型機が実機の枠から逸脱して進化した例といえる。